# Српска православна црква Светог арханђела Гаврила у Великим Радинцима
Православна црква Светог арханђела Гаврила у Великим Радинцима је богослужбени православни храм у Великим Радинцима код Сремске Митровице. Црква припада Епархији сремској Српске православне цркве. Црква је данас посвећена Светом Арханђелу Гаврилу.
Црква представља непокретно културно добро као споменик културе од великог значаја.

## Историјат
Црква Светог арханђела Гаврила у Великим Радинцима изграђена је 1780. године. На датом месту постојала је старија црква. 
Црквени торањ је срушен у Другом светском рату, а накнадно дозидани после рата је скраћен. 
Радови на обнови цркве спроведени су 2000. године.

## Значај
Црква Светог Арханђела Гаврила је једнобродна грађевина с олтарском апсидом на источној страни и барокним звоником призиданим на западу.
Црква поседује изузетно вредан иконостас са одликама барокног и класицистичког стила. Иконе су дело важног уметника српског барока Јакова Орфелина.